# Stendhal
Stendhal, pe numele său adevărat Henri-Marie Beyle (n. 23 ianuarie 1783, Grenoble, Franța – d. 23 martie 1842, Paris, Regatul Franței), a fost un scriitor francez renumit pentru finețea analizei sentimentelor personajelor sale și pentru lipsa intenționată de sensibilitate a stilului său. Se crede că Stendhal și-a ales pseudonimul literar ca un omagiu adus lui Johann Joachim Winckelmann, fondatorul arheologiei moderne, născut în localitatea Stendal, Saxonia-Anhalt (Germania).
Stendhal a participat la războaiele care au urmat Revoluției franceze și din perioada Primului Imperiu Napoleonian ca ofițer de dragoni și ca intendent militar.

## Biografie

### 1796-1821: Primii ani
Stendhal se naște la Grenoble într-o familie burgheză. Mama sa, pe care o iubea mult, moare când el avea 7 ani. În 1796 el intră la Școala Centrală din Grenoble. Între 1800 și 1801 viitorul scriitor participă la Campania din Italia ca sublocotenent în al șaselea Regiment de dragoni. Întors la Paris, el încearcă să se impună în domeniul comercial, literar și seducând femeile. Acești ani de început de carieră vor constitui sursa de inspirație pentru personajul lui Julien Sorel din Roșu și Negru. În data de 3 august 1810, Stendhal este numit auditor în cadrul Consiliului de Stat, participând la administrație și la războaiele napoleoniene. După căderea Imperiului care urmează Campaniei din Franța, în 1814, el pleacă în Italia, instalându-se la Milano unde își regăsește iubita, Angela Pietragrua.
Anul următor, Stendhal își va grava pe cărțile de vizită : "Waterloo - ce păcat! Încă șase luni și aș fi fost numit prefect de Sarthe la Le Mans".
În această perioadă el scrie mai multe opere legate de Italia ca și tratatul Despre dragoste. În 1821, acuzat fiind de simpatie față de carbonari - influență sensibilă în nuvela Vanina Vanini - Stendhal este expulzat din Milano.

### 1821-1831: Elanul literar
Reîntors la Paris, aproape ruinat după decesul tatălui său, Stendhal începe să frecventeze saloanele literare, își înființează propriul cenaclu și are chiar un discipol în persoana lui Prosper Mérimée. El scrie pentru publicații periodice, publică primul său roman, Armance, urmat în 1830 de Roșu și Negru, influențat în parte de Revoluția din iulie 1830, acest al doilea roman obținând un important succes. După revoluție, este numit consul la Civitavecchia, în Italia.

### 1831-1842: Ultimele opere, ultimele călătorii

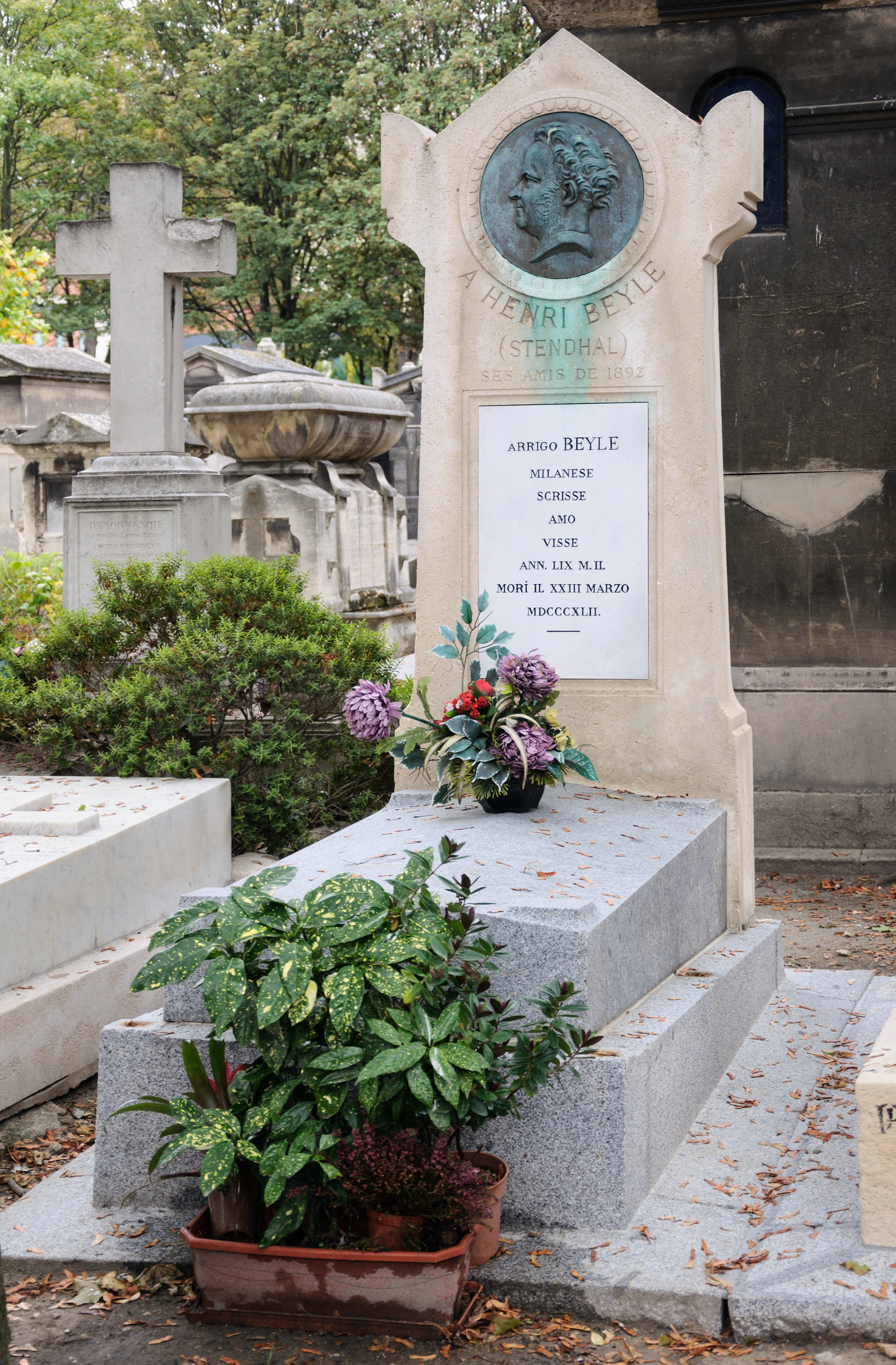
Mormântul lui Stendhal în Cimitirul Montmartre

La Civitavecchia, scriitorul se plictisește și face dese călătorii, nereușind să încheie operele începute (Amintirile unui egoist, Lucien Leuyen...). După ce termină ultima sa capodoperă, Mânăstirea din Parma, în 1839, Stendhal moare de o criză cardiacă în noaptea de 22 spre 23 martie 1842 și este înmormântat în Cimitirul Montmartre din Paris.

## Romanele lui Stendhal
Opera lui Stendhal conține atât texte autobiografice (ca Viața lui Henri Brulard) cât și romane dintre cele mai frumoase ale literaturii franceze: Roșu și Negru, Lucien Leuwen, Mânăstirea din Parma.
Roșu și Negru  este primul mare roman al lui Stendhal și primul care combină în mod subtil descrierea realității sociale cu acțiunea romanescă, (după Erich Auerbach în celebrul său studiu Mimesis). Julien Sorel, personajul central al romanului, este într-un sens produsul pur al epocii sale. Transportat de ambiție, după lectura Memorialului din Sfânta Elena al lui Napoleon, conștient că de la Revoluție nu numai nașterea ci și meritul personal are importanță, eroul visează să devină un nou Bonaparte.

### Realismul lui Stendhal
Stendhal a gândit o anumită estetică realistă
înainte de a o "aplica" în scriitură, realismul său specific provenind din dorința de a crea un roman-oglindă, simplă reflexie a realității sociale și politice a epocii dure pe care o traversa.
În Racine și Shakespeare, scriitorul afirmă că datoria artei romantice este de a răspunde gustului și tendinței populare. Realismul lui Stendhal înseamnă în primul rând voința de a prezenta evenimente și fapte care îi interesează pe contemporani (Monarhia din Iulie în Lucien leuwen, Restaurația în Roșu și Negru, înfrângerea și retragerea austriecilor în Mânăstirea din Parma).
În schimb, Stendhal este foarte preocupat de a reda sentimentele personajelor centrale cu tot realismul psihologic de care e capabil. El se inspiră din teoriile privind iubirea conținute în tratatul său Despre dragoste, încercând să fie un psiholog riguros.
Sentimentul iubirii este descris cu exactitate: naratorul insistă îndelung asupra începutului pasiunii și aventurii care îi urmează: cf. D-na de Rênal - Julien, Julien - Mathilde de la Mole, Lucien Leuwen - D-na de Chasteller, Fabricio - Clélia.

### Realismul în descrierea moravurilor și a societății
Roșu și Negru și Lucien Leuwen sunt fresce acerbe ale societății sub regimul Restaurației, așa cum indică sub-titlul din Roșu și Negru : «Cronica anului 1830»; Lucien Leuwen este amplul tablou al Monarhiei din Iulie; Mânăstirea din Parma descrie moravurile politice ale monarhiilor italiene din sec.al XIX-lea. Aceste romane au deci o componentă politică nu prin prezența unor lungi reflecții politice (Stendhal refuză un astfel de procedeu comparându-l chiar în romanul Roșu și Negru cu o împușcătură în timpul unui concert) ci prin relatarea faptelor.
Componenta politică în romanul Mânăstirea din Parma este mult mai puțin importantă decât în Roșu și Negru sau Lucien Leuwen. Istoria, în schimb, joacă un rol inseparabil de acțiunea romanescă (bătălia de la Waterloo, intrarea trupelor franceze în Milano în 1796).
Roșu și Negru și Mânăstirea din Parma conțin și o critică aprinsă a poziției de inferioritate a femeii în epocă (cf. interpretării feministe a romanelor lui Stendhal de către Simone de Beauvoir în Sexul al doilea).
Descrierea moravurilor în opera lui Stendhal nu se vrea niciodată imparțială ci critică: ea nu este motivată de o voință sociologică ci de dorința de a înlătura aparențele înșelătoare și de a arăta «adevărul, crudul adevăr» (deviza primului volum din Roșu și Negru) societății contemporane.
În ciuda realismului său, Stendhal nu descrie în detaliu realitatea materială, locurile care servesc de fundal narațiunii; la începutul romanului, comuna Verrieres e descrisă doar pe o pagină, care servește de introducere unei critici aspre a locuitorilor. Nu ne este descris nici hotelul de la Mole (Roșu și Negru), nici orașul Milano, nici castelul marchizului del Dongo (Mânăstirea din Parma).
Descrierea locurilor este "funcțională", naratorul recurgând la acest procedeu doar în măsura în care este necesar pentru dezvoltarea intrigii: închisoarea lui Fabrice este descrisă în detaliu fiind teatrul principal al acțiunii romanului Mânăstirea din Parma.
Stendhal descrie sumar personajele: nu știm aproape nimic despre ce purta d-na de Rênal, Mathilde sau Julien, cum arătau Lucien Leuwen sau Fabrice, în afară de culoarea părului sau alte câteva detalii ale aspectului personajelor din scurte mențiuni aduse în trecere.
Descrierea sumară a realității materiale este una din particularitățile romanului stendhalian. Tema banilor este adeseori abordată doar în relație cu personajele secundare sau detestabile (Dl.de Rênal, marchizul del Dongo): atenția cititorului este canalizată către personajele principale care nu au astfel de preocupări (Fabrice, D-na de Rênal, Lucien Leuwen). Romanul lui Stendhal este "rapid" (potrivit personajelor, care au doar 20 de ani), iar descrierea punctează o pauză în narațiune.
O altă limită a realismului lui Stendhal se referă la figura romanescă a eroilor romanelor sale: personajul lui Julien Sorel este inteligent, își urăște profund contemporanii, este nebun de ambiție, Fabrice este exaltat și pasionat, Lucien Leuwen este un tânăr idealist și plin de sine.

### Realismul subiectiv la Stendhal
Dar realismul lui Stendhal este subiectiv fără ca aceasta să constituie o contradicție; realismul subiectiv reprezentând unul din procedeele literare fundamentale la Stendhal (cf. G.Blin, Stendhal și problemele romanului).
Principala originalitate a lui Stendhal este folosirea intensivă a « focalizării interne » (pentru a folosi terminologia lui Gérard Genette)
în istorisirea evenimentelor. Evenimentele sunt văzute prin prisma protagoniștilor, sau chiar a unuia singur. Scriitorul refuză deci punctul de vedere al naratorului omniscient dar practică "restrângerea câmpului". În Roșu și Negru și Lucien Leuwen evenimentele sunt văzute prin ochii lui Julien Sorel și respectiv Lucien Leuwen. În Mânăstirea din Parma, naratorul recunoaște dreptul la punct de vedere al celorlalte personaje, dar Fabrice del Dongo păstrează locul principal (scena bătăliei de la Waterloo rămâne paradigmatică). Ideea "restrângerii câmpului" este clară: Stendhal renunță la redarea monologurilor interioare, reducând romanul la biografia eroului. Cele trei mari romane ale sale încep cu tinerețea eroului (sau chiar înainte în Mânăstirea din Parma) și se termină cu moartea sa (Roșu și Negru și Mânăstirea din Parma).
Prima consecință a restricției câmpului: descrierile sunt sumare; ele sunt opera unui narator exterior care vede personajele din afară sau care observă natura, incompatibil cu restricția câmpului și deci cu un rol secundar în opera lui Stendhal.
Alegerea procedeului de restricție a câmpului explică de asemeni că unele personaje apar și dispar rapid în povestire (de exemplu contele de la Mole în Roșu și Negru sau Rassi în Mânăstirea din Parma) căci totul este văzut prin ochii personajului central.
O a treia consecință a restricției câmpului: evenimentele se dezvăluie treptat. Eroii lui Stendhal sunt deseori uimiți de ceea ce văd și înțeleg sensul doar progresiv. Julien înțelege doar cu timpul de ce d-ra de la Mole apare într-o bună zi în doliu, fără ca cineva din jurul ei să fi murit recent. Julien va descoperi ulterior că ea purta doliu după un strămoș mort în secolul al XVI-lea...

## Opera autobiografică
Opera lui Stendhal este profund inspirată din propria sa viață, romanele lui constituind o autobiografie ideală a scriitorului. Julien Sorel, Lucien Leuwen, Fabrice del Dongo sunt cei care Stendhal ar fi visat să fie.
Există trei tipuri de opere autobiografice la Stendhal: pe de o parte, Stendhal a scris timp de ani și ani un ''Jurnal'', conținând evenimentele din viața sa; pe de alta, marile opere autobiografice intitulate Viața lui Henri Brulard și Amintirile unui egoist. Acestea urmăresc aceeași idee ca Jurnalul, dar și ideea Confesiunilor lui Rousseau, aceea a autocunoașterii, dar se deosebesc de Jurnal fiind scrise a posteriori. În sfârșit, autobiografia ia o formă originală la Stendhal: îi plăcea să scrie pe marginea cărților, (sau chiar a romanelor sale, dar de manieră criptică) sau pe obiecte de îmbrăcăminte (de exemplu pe o curea în Viața lui Henri Brulard).
Opera autobiografică la Stendhal nu se deosebește atât de scopul urmărit (Rousseau urmărind aceeași idee) decât prin importanța pe care o dobândește, exprimându-se la fel de bine prin romane ca prin autobiografii propriu-zise, și chiar critica de artă la Stendhal ia forma unei autobiografii.

## Traduceri în limba română
- Stendhal, Vanina Vanini, tradus de Dinu Albulescu, București, 1958: Editura de Stat pentru Literatură și Artă, Colecția: Meridiane, 164 pag.;
- Stendhal, Mănăstirea din Parma, București, 2024: Editura Litera, Colectie: Mari clasici ai literaturii, 540 pag., ISBN 978-630-342-126-1;
- Stendhal, Roșu și negru, tradus de Gelu Naum, București, 1970: Editura Eminescu, Colecția: Romanul de dragoste, 584 pag.;
- Stendhal, Roșu și alb, tradus de Șerban Ciooculescu, București, 1972: Editura Cartea Românească, 655 pag.;
- Stendhal, Viața lui Henry Brulard. Amintiri egotiste. Volumele I și II, București, 1989: Editura Minerva, Colecția: BPT serie nouă 610 pag.;